# Лайт (река)
Лайт (англ. Light River), или Йарралинка (на языке каурна) — крупная сезонная река в районе Среднего Севера Южной Австралии, названная в честь геодезиста Уильяма Лайта.
Высота истока — 449 м над уровнем моря.
Река дала название области штата, охватывающей среднюю и нижнюю часть бассейна, которая не высыхает в течение лета. Регион Лайт простирается по обе стороны реки на протяжении большей части её течения.

## География
Исток реки Лайт расположен на северных склонах хребта Маунт-Лофти на высоте 444 м над уровнем моря ниже посёлка Ватерлоо и течёт в основном на юг через населённые пункты Стальтон, Маррабель, Гамильтон и Хансборо. Затем поворачивает на запад и протекает мимо Капунды, Линвуда, Хэмли-Бридж, Маллала и Нижнего Лайта. Достигает устья и впадает в залив Сент-Винсент, протекая через мангровые заросли. Длина русла — 164 км.
Бассейн реки находится в основном на холмистой местности, значительно облагороженной со времён европейской колонизации для сельского хозяйства и выпаса скота. Основные притоки от истока к устью: Тотилл-Крик, Джулия-Крик, Пайн-Крик, Сент-Китс-Крик и река Гилберт. Последняя является основным притоком, впадающим в Лайт чуть ниже моста Хэмли.

## История
Название реки у коренных племён местности — Йарралинка. Верховья Лайт лежат в традиционных землях коренных жителей нгаджури Среднего Севера, в то время как нижней часть — на территории народа каурна равнин Аделаиды.
Впоследствии река была названа в честь Уильяма Лайта, вероятно, группой исследователей Джона Хилла, Уильяма Вуда, Чарльза Уиллиса и Джона Окдена, которые покинули Аделаиду 1 марта 1838 года на реке Муррей. Хилл сопровождал Уильяма Лайта в его экспедиции в декабре 1837 года, когда они вышли на знаменитую впоследствии долину Баросса.
Первым посёлком, построенным на Лайте в 1841 году, была Виктория, расположенная недалеко от нынешнего Гамильтона. Однако, когда в следующем году поблизости была обнаружена медная руда, экономическая активность переместилась в Капунду.